# Metopeurum capillatum
Metopeurum capillatum är en insektsart som först beskrevs av Carl Julius Bernhard Börner 1950.  Metopeurum capillatum ingår i släktet Metopeurum och familjen långrörsbladlöss. Inga underarter finns listade i Catalogue of Life.